# Убийство семьи Ахимблит
Убийство семьи Ахимблит — преступление против семьи Ахимблит, совершённое бандой братьев Коровиных в январе 1964 года в Свердловске.

## Ход событий
В начале 1960-х годов в СССР неожиданно возросло число преступлений на национальной почве. Только по данным КГБ, в 1963 году в СССР было совершено 130 таких преступлений.
Вечером 29 января 1964 года стало известно, что в городе Свердловске в доме № 66а по улице Крылова совершено массовое убийство еврейской семьи. Жертвами стали директор Шарташского рынка Арон Ахимблит и члены его семьи — жена Рива Ахимблит, 13-летний сын Марик Ахимблит, теща Сара Иткина. Также в доме были обнаружены убитыми два их родственника, Фаина Черномордик и Семен Шамес, а также участковый врач местной поликлиники Копылов, пришедший в тот день на осмотр заболевшей жены Арона Ахимблита. Всем убитым были нанесены ножевые ранения и тяжкие телесные повреждения твердым тупым предметом, а руки жертв были связаны. В ходе осмотра места убийства был найден фрагмент картонной коробки с надписью «Так будет со всеми жидами!», которая дала основание следствию предположить, что преступление совершено на национальной почве.
30 января о преступлении доложили Н. С. Хрущёву. Он распорядился дело засекретить, а национальность погибших не афишировать. Тем не менее, вскоре КГБ было перехвачено сообщение радиостанции «BBC», что в СССР начались массовые еврейские погромы.
Однако уже в скором времени следователи выяснили подробности преступления — было установлено, что из дома Ахимблитов и их родственников были похищены деньги и драгоценности. Следствию стало ясно, что это и было главной целью преступников.
1 февраля из Москвы, по требованию Хрущева для усиления следствия, прибыли заместитель министра внутренних дел РСФСР Алексей Кудрявцев с группой сотрудников МУРа. Вместе с ними прибыл завербованный уголовник, с помощью которого сыщики надеялись найти убийц. Однако данный ход не оправдал себя — «агент» во время встречи с представителями криминального мира города пропал из виду оперативников, а спустя два дня его тело нашли в промзоне в Историческом сквере Свердловска. Тем не менее оперативники продолжили искать подходы к криминальному миру города, справедливо полагая, что представители криминалитета знают, кто совершил массовое убийство.
Днем 12 февраля на старшего оперуполномоченного уголовного розыска УВД города Свердловска Николая Калимулина вышел осведомитель и выдал ему имена убийц — братья Коровины, Владимир и Георгий, Арнольд Щекалёв и Герман Патрушев. На следующий же день был обнаружен тайник преступников, а все участники убийства практически в одно время были задержаны.

## Преступники
Владимир Коровин родился в 1934 году, Георгий — в 1936-м. В 1937 году их отца Сергея Коровина арестовали за трудовую провинность и приговорили к 10 годам тюрьмы. К семье он так и не вернулся. Семью Коровиных выселили из отдельной квартиры в общежитие. В 1953 году Владимир был осужден на 10 лет за грабёж, но уже через 5 лет был освобожден. Вскоре Владимир устроился в службу метрологии, в качестве инспектора весового оборудования посещал Шарташский рынок. Здесь ему рассказали о том, что в доме директора Шарташского рынка Арона Ахимблита якобы спрятаны сокровища на миллионы рублей. Данные слухи родились на основании того, что тесть Арона Ахимблита — Соломон Иткин — в начале 1960-х годов, будучи главой еврейской религиозной общины Свердловска, выступал с предложением открыть в городе синагогу и собирал деньги на данное мероприятие. В 1962 году власти отказали общине в постройке религиозного сооружения, после чего он вернул деньги членам общины, а сам в конце 1962 года умер.
Братья Коровины, взяв в сообщники ранее судимых Щекалева и Патрушева, стали готовиться к ограблению дома Ахимблита. Первым делом преступники раздобыли пистолет ТТ и 2 магазина с 16 патронами к нему — 18 августа 1963 года бандой в районе автовокзала с целью завладения табельным оружием был убит старшина милиции Максим Шаронов. Однако пистолетом они так и не воспользовались, применив в качестве орудия убийства специально изготовленные дубинки в виде резиновых шлангов с металлическими изделиями внутри. Кроме того, Щекалев переделал на киностудии удостоверение «Комитет по метрологии» в «Комитет госбезопасности», с помощью которого бандиты проникли в дом на Крылова. Преступники рассчитывали, что застанут в доме только пожилую женщину, но этот расчет оказался в итоге неверным, что и привело в итоге к массовой расправе.
Находясь под следствием братья Коровины пытались бежать, но попытка оказалась безуспешной. Первыми в преступлениях сознался Щекалев, но утверждал, что никого не убивал, надеясь тем самым смягчить себе наказание. Однако прощать преступников никто не собирался. Выездная коллегия Верховного Суда РСФСР 19 марта 1964 года при большом стечении народа в ДК Уктусского кирпичного завода приговорила братьев Коровиных, Щекалёва и Патрушева к расстрелу. Приговор привели в исполнение.

## Память о погибших
Максим Шаронов похоронен на Широкореченском кладбище Екатеринбурга. У здания отдела полиции № 12 УМВД России по Екатеринбургу (ул. Циолковского, 66) в Чкаловском районе установлена мраморная плита в память о М. Шаронове. В честь погибшего милиционера в Екатеринбурге был назван переулок в районе Южного Автовокзала.
Члены семьи Ахимблита похоронены на Северном кладбище Екатеринбурга.